# Église Saint-Léger d'Ébreuil
Pour les articles homonymes, voir Église Saint-Léger.
L'église Saint-Léger est une église catholique française située à Ébreuil, dans le département de l'Allier.

## Localisation
L'église se trouve sur la commune d'Ébreuil, à l’extrême sud du département de l'Allier, autrefois dans la province d'Auvergne. Elle fait partie de l'ensemble des bâtiments de l'ancienne abbaye Saint-Léger d'Ébreuil, situés dans le bourg, sur la rive gauche de la Sioule.

## Historique
L'église abbatiale Saint-Léger a été construite à partir du Xe siècle. Ce sont les moines de Saint-Maixent du Poitou fuyant l’invasion des Normands qui initient l'édification. Ils emportent les reliques de saint Léger d'Autun et se réfugient à Ébreuil où ils sont reçus par le roi Charles le Simple qui les autorise à s'installer. En 961, le roi Lothaire leur fait don de la terre d'Ébreuil et les moines bâtissent alors leur monastère et une nouvelle église. Au début du XIe siècle, les moines construisent une nouvelle église, celle que l'on peut admirer aujourd'hui et qui présente des particularités architecturales intéressantes.
À la Révolution, l'abbatiale devient l'église paroissiale d'Ébreuil, remplaçant l'ancienne église Notre-Dame, aujourd'hui détruite.
L'édifice est classé au titre des monuments historiques en 1914.

## Description

### La nef et le transept
La nef actuelle a été construite sur l'emplacement de l'ancienne église qui avait été construite de 961 à 1025. Elle comporte cinq travées marquées par des piliers rectangulaires sans sculpture et une avant-nef à dont la largeur est égale à celle l'édifice. La nef, du XIe siècle, est protégée par une charpente en bois à deux versants.
Le bras nord du transept, de la même époque, comporte un triplet (deux baies plein cintre ouvertes flanquant une baie aveugle en mitre) et l'entrée d'une chapelle bouchée encadrée par des colonnes et chapiteaux du XIe siècle.

### Le chevet et le chœur
Le chevet originel carolingien a été remplacé par un chevet à cinq chapelles rayonnantes de style proto-gothique (gothique naissant) - ou roman tardif selon les auteurs - en 1171. Le style transitionnel est marqué par la présence de baies en plein cintre encadrées de colonnes aux chapiteaux gothiques à crochets. Les arcs-boutants entaillant les voussures des baies montrent qu'ils ont fait l'objet d'un repentir.
A l'intérieur, le chevet et le chœur ont une disposition particulièrement élégante autour d'un rond-point ouvert par deux piliers fasciculés. Les deux colonnes et leurs chapiteaux à l'entrée du chœur sont de la fin du Xe siècle selon Bernard Craplet. 
Le déambulatoire circulaire donnant sur les chapelles absidiales comporte des cellules voûtées d'ogives avec des clefs sculptées très intéressantes (ange thuriféraire, agneau pascal). Les deux chapelles nord et sud sont semi-circulaires et les trois autres sont polygonales.

### Les peintures murales
Les peintures murales romanes sont particulièrement bien conservées et ont été réalisées au XIIe siècle. Elles se présentent comme une sorte de triptyque réalisé sur les murs sud, ouest et nord de la tribune au-dessus du narthex. Selon une étude complète et approfondie menée par Georges Jousse, la paroi sud aurait été réalisée entre 1085 et 1090 et les parois ouest et nord entre 1115 et 1120.
Sur le mur sud sont représentés d’une part, des personnages en pied : l’évêque saint Austremoine, le pape saint Clément et un saint dont le nom nous est inconnu, et d’autre part, une scène de décollation, le martyre de saint Pancrace.
Sur le mur ouest est peinte, en quatre étapes, l’histoire du martyre de sainte Valérie. 
Sur le mur nord sont illustrés trois scènes faisant intervenir les trois archanges.
Dans la nef, sur le second et troisième piliers sud figurent des peintures murales de style gothique réalisées après 1416. Sur le deuxième pilier figurent saint Blaise, saint Laurent, saint Antoine et saint Léger, et sur le troisième pilier figure saint Georges terrassant le dragon et un crucifiement selon le thème de la Mater dolorosa.

### Le clocher-porche
Le clocher-porche massif témoigne de l'influence de l'art roman du Val de Loire et fait penser à celui de l'abbatiale de Saint-Benoît-sur-Loire comme le démontre Eliane Vergnolle.
Les portes d'entrée dans l'église sont remarquables : les vantaux de bois sont recouverts de peaux, qui ont été marouflées et teintes en rouge ; les heurtoirs en bronze sont faits d'un protomé de lion supportant l'anneau et reposant sur une platine circulaire. Cette platine porte une inscription en latin ; l'une de ces inscriptions peut être déchiffrée ainsi : « adest porta per quam justi redeunt ad patriam » (« voici la porte par laquelle les justes rejoignent leur patrie »).

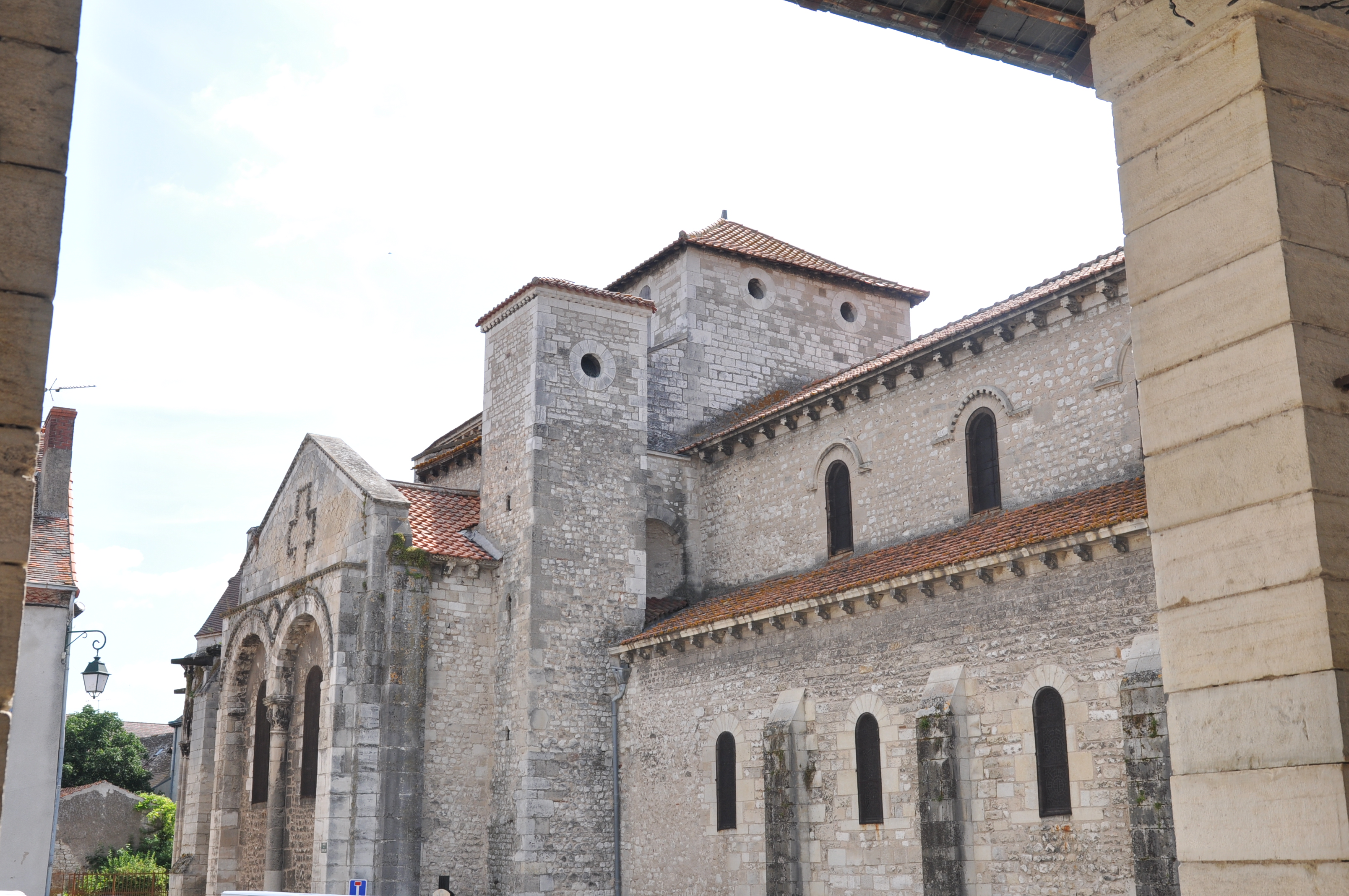
Extérieur.
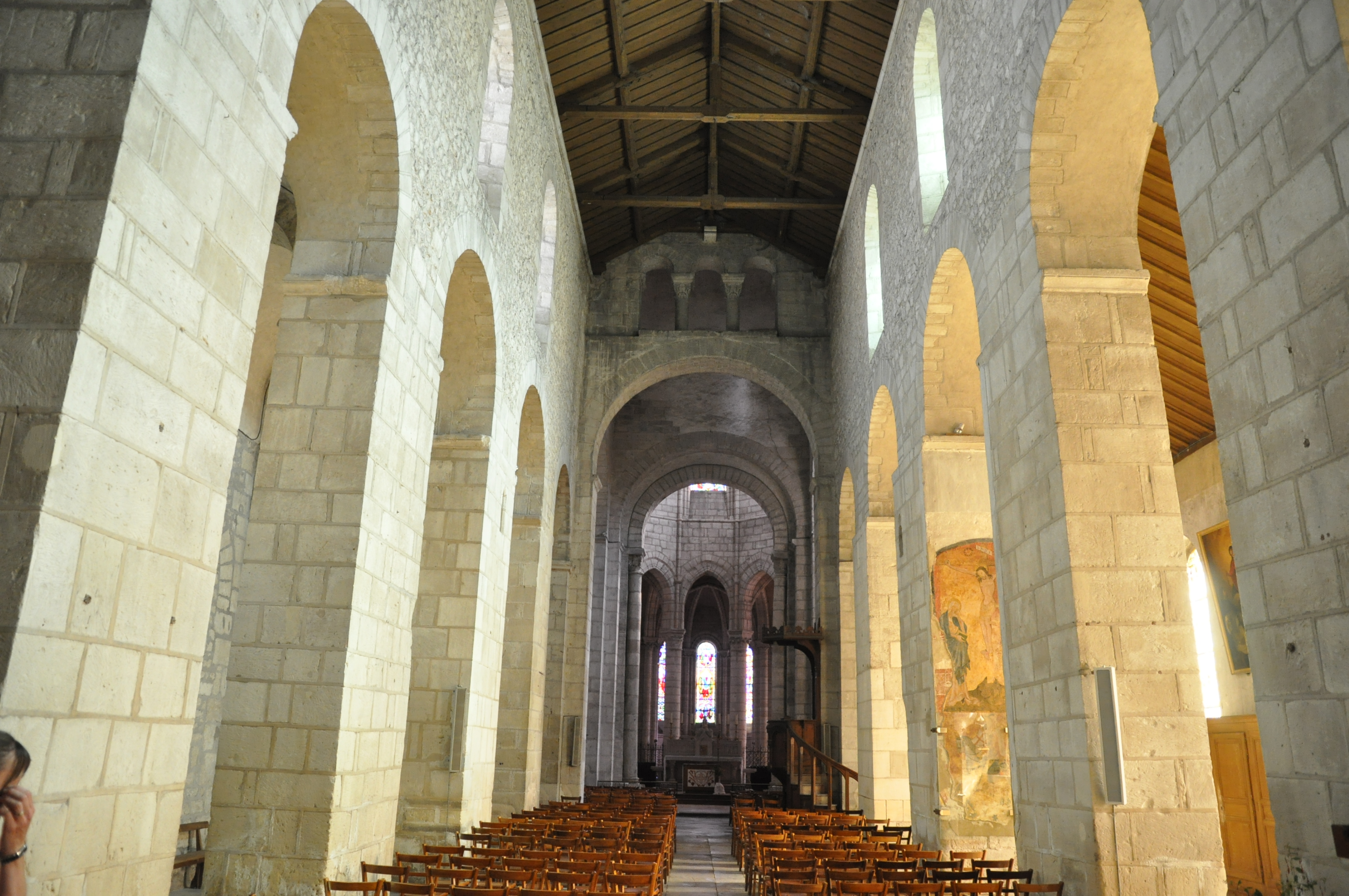
Intérieur.
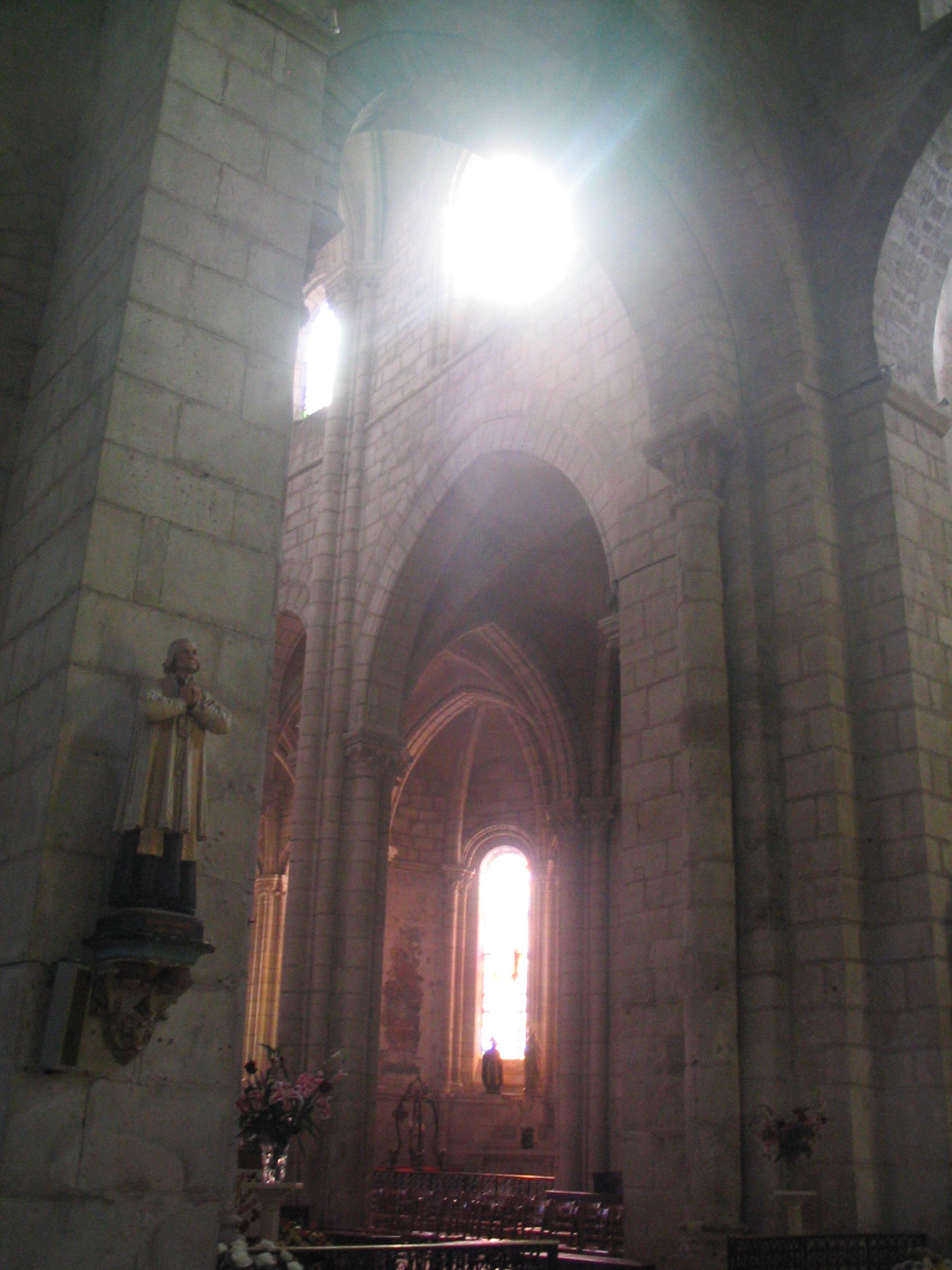
Intérieur de l'église.
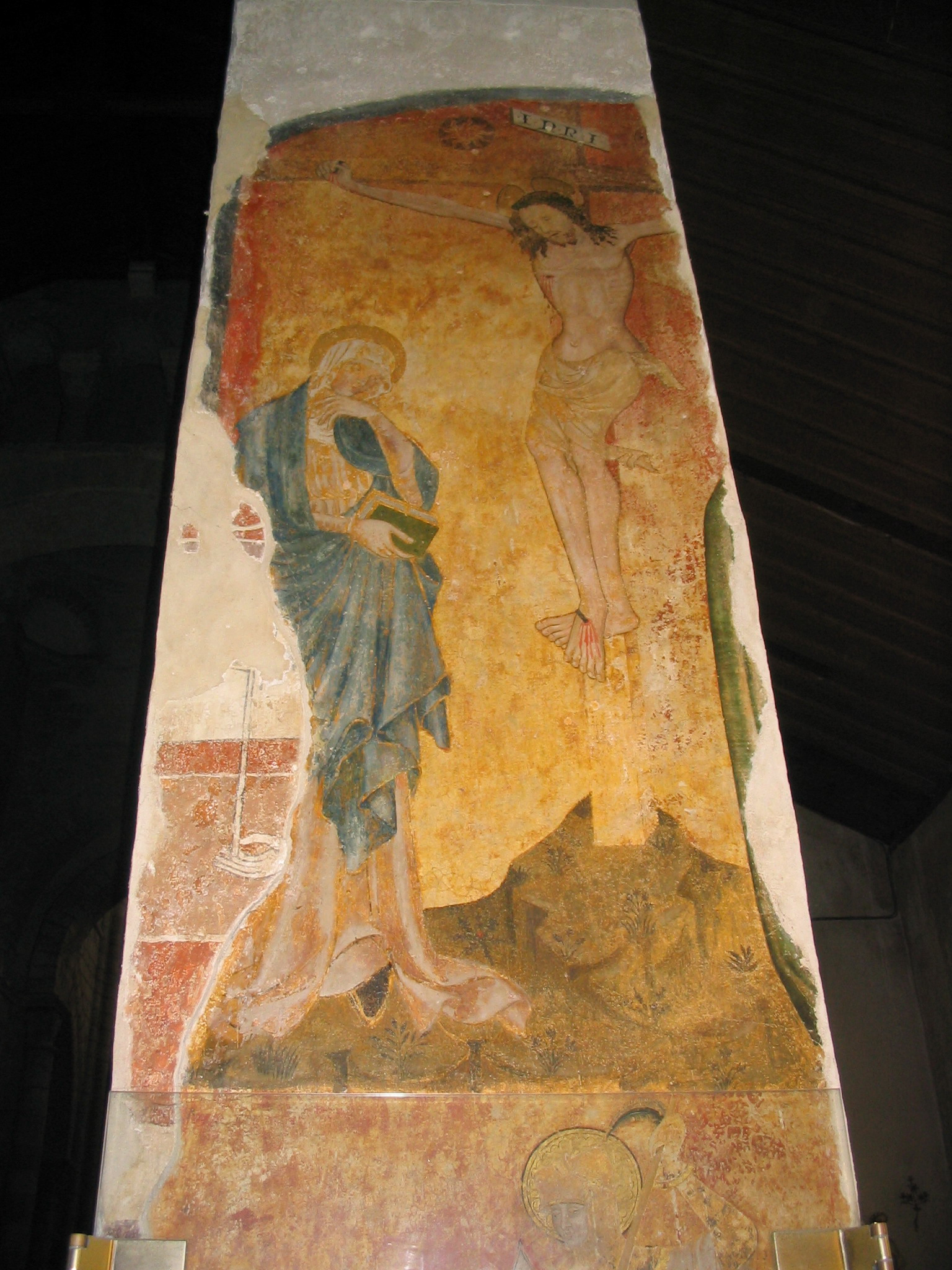
Intérieur de l'église.
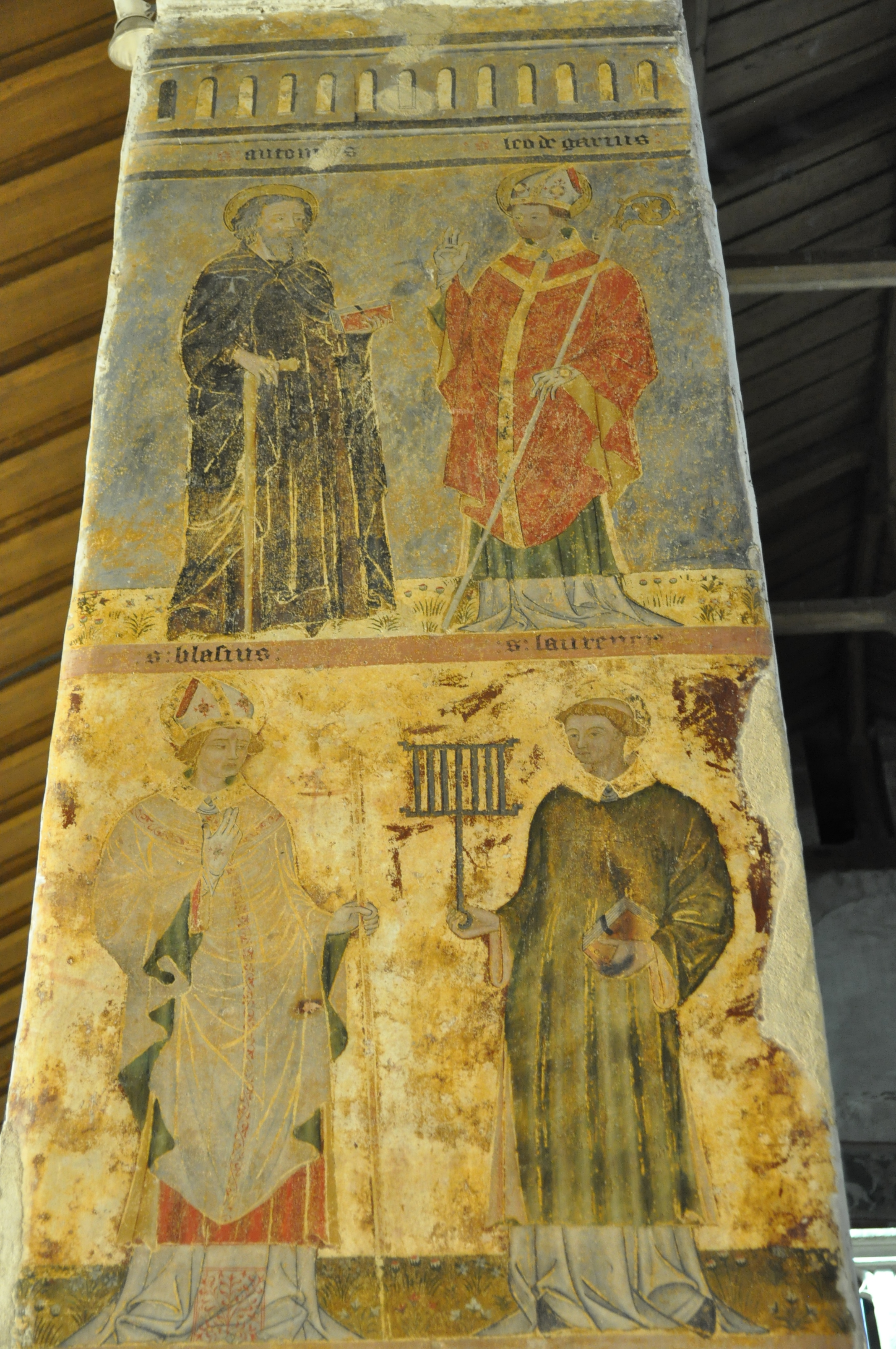
Fresque de saints.
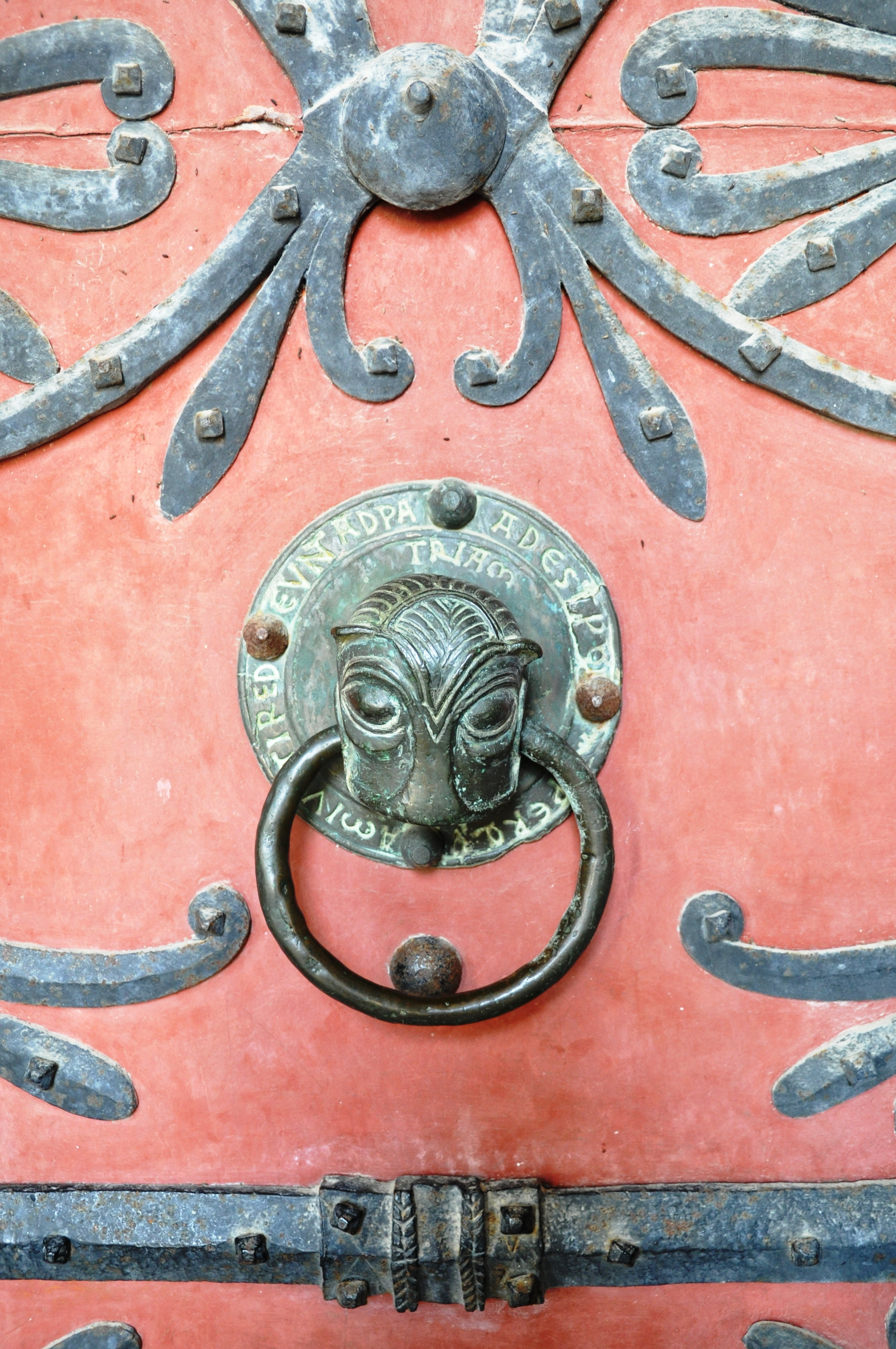
Heurtoir sur la porte principale.